# Добаш білобровий
Доба́ш білобровий (Sasia ochracea) — вид дятлоподібних птахів родини дятлових (Picidae). Поширений у Південно-Східній Азії.

## Поширення
Ареал виду простягається від північно-східної Індії, Непалу, Бутану та Бангладешу до М'янми, Лаосу, В'єтнаму і Таїланду, проходячи через південний Китай (південь Юньнані). Його середовище існування — густі ліси, сухі або вологі, з бамбуком, чагарниками або болотами. Цей вид трапляється на висоті до 2600 м.